# Islas Hà Tiên
Las Islas Hà Tiên (en vietnamita: Quần đảo Hà Tiên) es un archipiélago que se encuentra en el Golfo de Tailandia. Forman parte de la Comuna de Tiên Hai, distrito de Hà Tiên, en la provincia de Kiên Giang en Vietnam. El otro nombre popular de las islas es Islas Hải Tặc (Quần đảo Hải Tặc, literalmente "Islas Piratas", dado que los piratas solían infestar esta región en el pasado.

## Medio físico

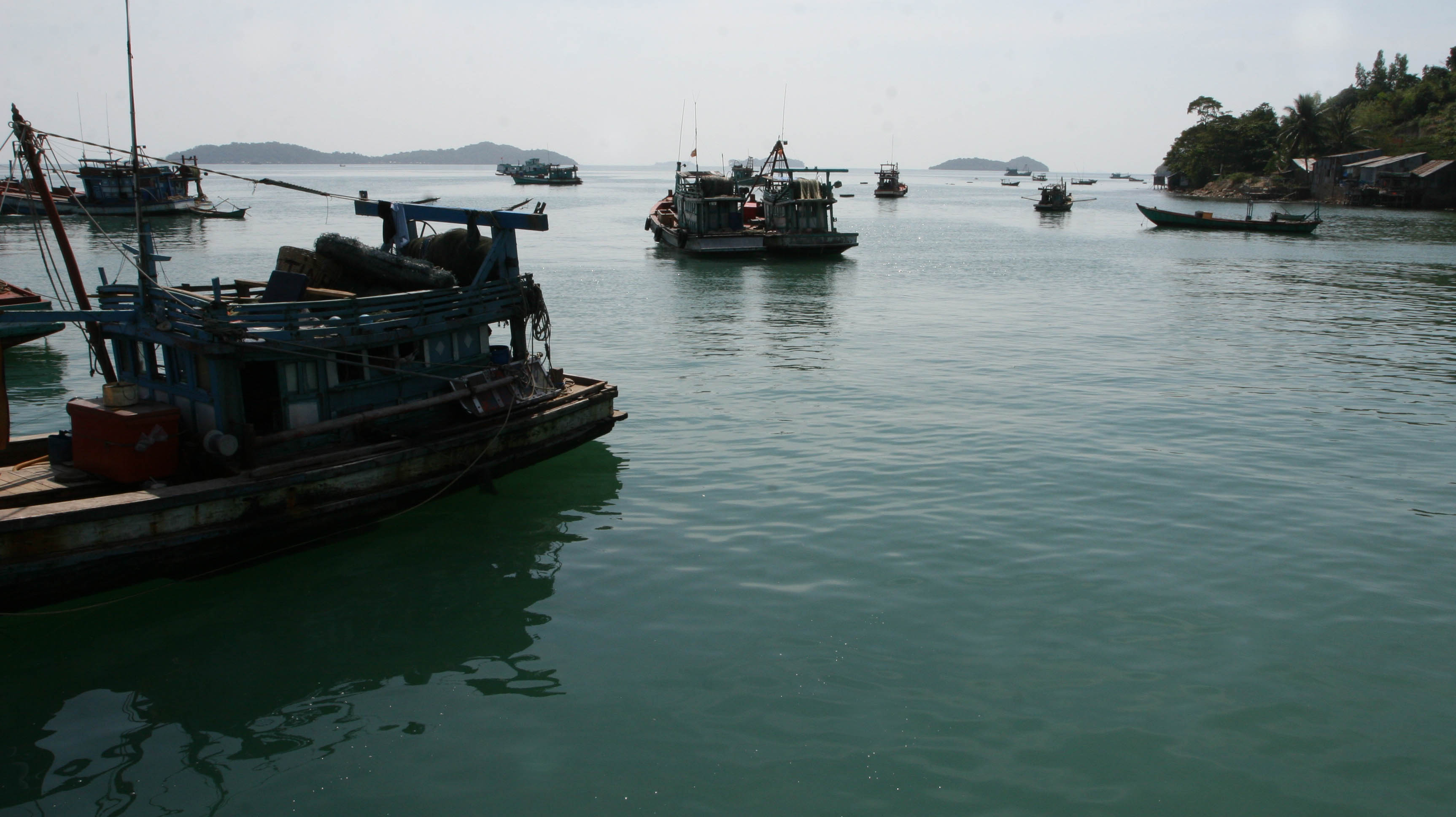
Un muelle en las Islas Hà Tiên. Foto: Đỗ Hacerãn Hoàng.

Las Islas Hà Tiên se encuentran frente a la costa de la ciudad de Hà Tiên y al este de la isla de Phu Quoc. El archipiélago se encuentra a 11 millas náuticas (20 km) de distancia de la costa de Hà Tiên, a 9,7 millas náuticas (18 km) de la parte continental de Vietnam, y a 16 millas náuticas (30 km) de la Isla Phú Quốc.
Cabe señalar que el número de islas que forman el archipiélago no está claro, aunque se puede considerar que son 16 pequeñas islas, alguna de ellas de un tamaño ínfimo y situadas muy cerca unas de otras, ninguna sobrepasa los 100 m de altitud. En algunas publicaciones figuran hasta 24 islas e islotes. Cuando se utiliza el nombre de "Islas Piratas" también existe diferencia en cuanto al número de islas, según la fuente: 16 islas, 15 islas o 14 islas.
La isla más grande es Hon Doc (hòn Đốc) y otras islas menores son Hon Tre Lon (Hòn Tre lớn), Hon Tre Nho (Hòn Tre Nhỏ), Hon Giang (Hòn Giang), Hon U (Hòn Hòn ụ), Hon Duoc (Hòn Đước Noc) y Hon Doi Moi (Hòn Đồi Mồi), Hòn Kèo Ngựa, Hòn Tre Vinh, Hòn Gùi, Hòn Chơ Rơ y Hòn Bô Dập.
La superficie total de las islas es de 11 kilómetros cuadrados que se extienden sobre un área marítima de 5 kilómetros de longitud y 7 kilómetros de anchura.
El suelo de las islas está formado, sobre todo, por rocas de tipo Shale Cretácico y Arenisca. El agua dulce es escasa.

## Historia

### Origen del nombre
Las islas de Hà Tiên han sido conocidas como Islas Piratas desde fines del siglo XVII y comienzos del siglo XVIII, cuando sirvieron como refugio de piratas. Los piratas que salían de aquí atacaban y se apoderaban de grandes buques mercantes de China y del mundo occidental.
Las islas eran todavía conocidas como Islas Hải Tặc ("Pirata") bajo la administración de Vietnam del Sur. El 28 de julio de 1958, una misión militar visitó las islas y después se erigió una estela de soberanía, que todavía se encuentra en la parte occidental de la isla Hon Doc.

### La piratería
Debido a la topografía accidentada, así como a su situación cerca de una importante ruta comercial, las islas fueron la base ideal, durante mucho tiempo, de piratas. Un lugar idóneo para que los piratas se ocultasen, y para, desde allí,  emboscar y atacar a los buques mercantes. La era dorada de la piratería fue cuando Hà Tiên cayó en la anarquía tras la derrota del gobierno de Mạc Thiên Tứ por el ejército Siamés, desde entonces los buques piratas tuvieron libertad para navegar en la zona. Cuando los franceses ocuparon Hà Tiên, en el siglo XIX, esta zona era todavía una zona de piratería que pervivió hasta los primeros años del siglo XX.
Existe una leyenda sobre un tesoro pirata escondido en las islas Hà Tiên que ha generado acciones de búsqueda por parte de aventureros, leyenda que se ha avivó cuando en 2009, unos buceadores encontraron accidentalmente cierta cantidad de monedas antiguas.

### Soberanía
La soberanía de algunas de las islas que forman el archipiélago ha estado en disputa durante algunas épocas. Desde principios del siglo XVIII hasta 1939, Vietnam consideraba bajo su soberanía todas las islas del Golfo de Tailandia entre Vietnam y Camboya.

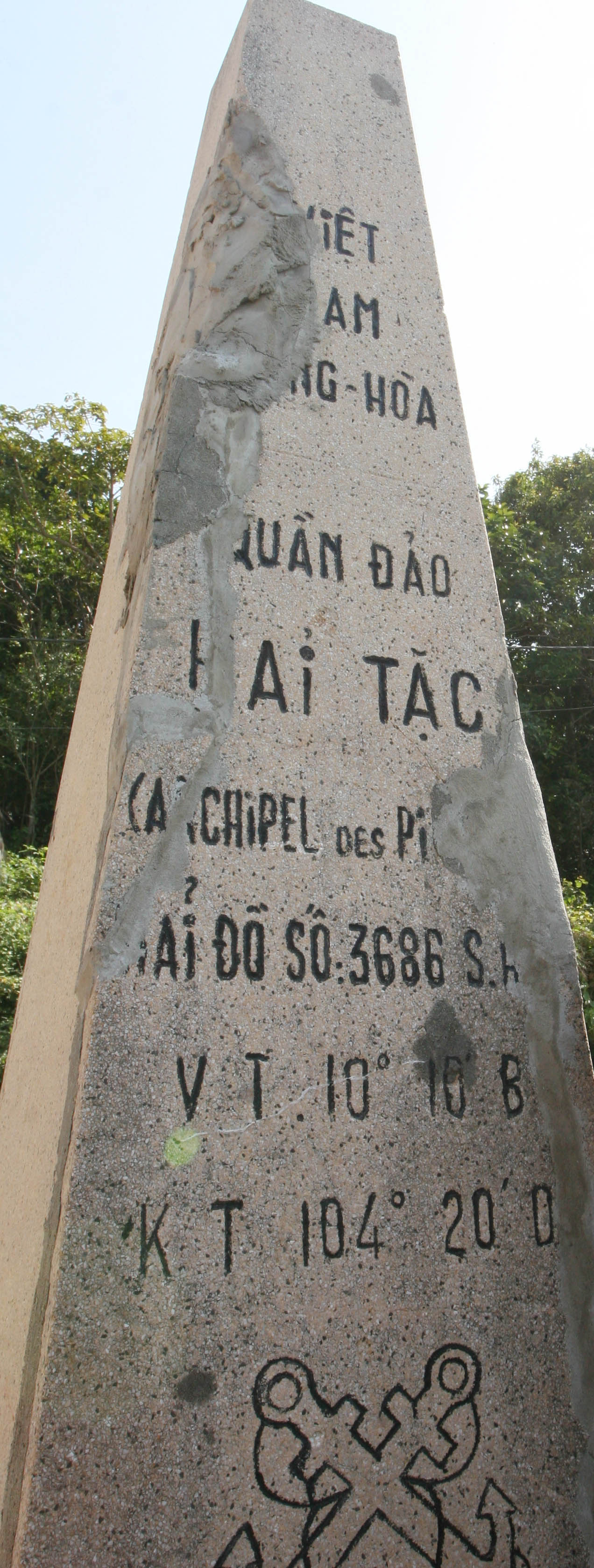
Estela de Soberanía en la isla Hon Doc

En 1939 el gobernador de la Indochina Francesa, Jules Brévié, determina la "Línea Brévié" que define la frontera entre las aguas de Camboya y Cochinchina y que constituyó una fuente de conflictos post-coloniales entre Vietnam y Camboya. A partir de esta fecha y durante unos años, la administración camboyana ejerce la gestión y la policía en algunas de las islas del norte. En 1958, Camboya envió tropas para ocupar las islas del norte. El 28 de julio de 1958, una misión militar de Vietnam del Sur arribó a las islas y erigió una estela de soberanía en el que aparece el nombre de varias de las islas.
El día 7 de julio de 1982 Vietnam y Camboya firmaron el Acuerdo sobre las aguas históricas entre los dos países, zanjando las disputas y quedando todas las islas de Hà Tiên bajo soberanía vietnamita.

## Población
Solo 6 o 7 islas del archipiélago están habitadas (Hòn Tre Lớn, Hòn Tre Nhỏ, Hòn Giang, Hòn Uï, Hòn Đước y Hòn Đồi Mồi). En 1998, las Islas Hà Tiên tenían 1.055 habitantes y a principios de 2012, las islas tenían más de 420 hogares con cerca de 1.800 personas.

## Economía
Los habitantes de las islas viven principalmente de la pesca. En 2011, la producción total de productos marinos fue de 22.000 toneladas. Comienza a desarrollarse una incipiente actividad turística en las islas, con la explotación de sus playas de arena dorada. El ingreso per cápita es de unos 48 millones de dong (alrededor de 2.000 euros). 
La escasez de agua en la estación seca ha sido resuelta gracias a la instalación de un depósito de agua dulce. 
En 2007 y 2008, el gobierno provincial de Kien Giang estableció una política para arrendar algunas de las islas para desarrollar el turismo ecológico marino y establecer complejos turísticos en las islas de Hòn Đước y Hòn Tre Vinh.

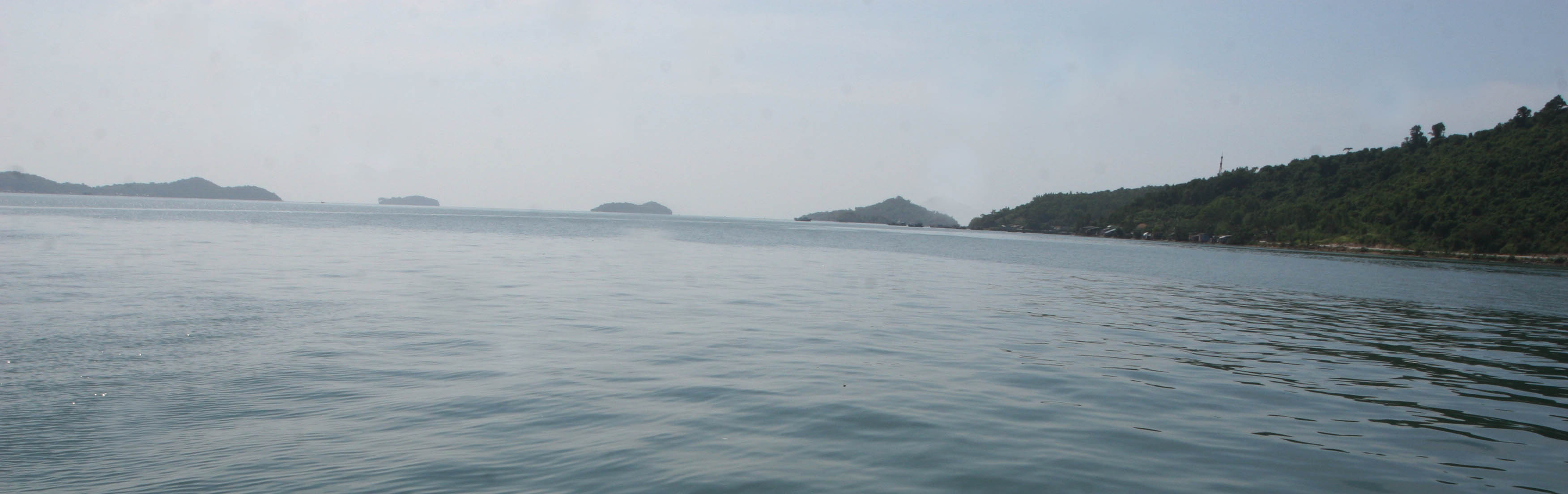
Islas Hà Tiên